# Zwarte adder
De zwarte adder (Pseudechis porphyriacus) is een slang uit de familie koraalslangachtigen (Elapidae). Ondanks de naam behoort de slang dus niet tot de adders (Viperidae). 

## Naam en indeling
De wetenschappelijke naam van de soort werd voor het eerst voorgesteld door George Shaw in 1794. Oorspronkelijk werd de wetenschappelijke naam Coluber porphyriacus gebruikt.

## Uiterlijke kenmerken
De kleur is zwart, opvallend zijn de helder rode tot roze buikzijde en de glanzende schubben. Vlak voor de vervelling wordt de slang wat bruiner van kleur. De lengte is 1,5 tot 2 meter waarmee het een van de langere Elapidae-soorten is. De slang heeft 17 rijen schubben in de lengte op het midden van het lichaam. De kop is nauwelijks te onderscheiden van het lichaam door het ontbreken van een insnoering bij de nek.
Een gelijkende soort is Cryptophis nigrescens, die eveneens zwart is met een rode buik. Deze laatste soort echter heeft alleen een rode kleur op het midden van de ventrale zijde, terwijl bij de zwarte adder de rode kleur doorloopt op de onderzijde van de flanken.

## Levenswijze
De slang leeft in de nabijheid van water waar de prooi wordt gevangen, op het menu staan vooral kikkers, ook kleine zoogdieren, hagedissen en vogels worden gegeten. De soort is dagactief, maar kan tijdens warme nachten ook 's nachts worden aangetroffen.
De soort is in tegenstelling tot de meeste koraalslangachtigen eierlevendbarend en per keer worden acht tot veertig jongen geboren, die zo'n 22 centimeter lang zijn. Ze komen ter wereld in een dun vlies dat direct na de geboorte wordt opengescheurd door de kronkelbewegingen van de jonge slang. De zwarte adder is giftig, maar beten zijn door het schuwe karakter zeldzaam. Bij verstoring zal de slang proberen weg te vluchten in plaats van aan te vallen.

## Reuzenpad
De introductie van de giftige reuzenpad (Rhinella marina) in Australië heeft vele exemplaren het leven gekost. Uit onderzoek blijkt dat de bek van de zwarte adder gemiddeld steeds kleiner wordt, mogelijk als gevolg van de aanwezigheid van de reuzenpad. Exemplaren met een kleine bek zijn minder snel geneigd om de grotere padden te eten en pakken de kleinere exemplaren. Deze zijn niet dodelijk waardoor de slang zichzelf niet onbedoeld vergiftigt en zo overleeft. Biologen spreken van een supersnelle evolutie. Omdat de pad in 1935 werd geïntroduceerd heeft deze aanpassing van de kop zich in minder dan 23 generaties ontwikkeld.

## Verspreiding en habitat
De soort komt endemisch voor in delen van Australië leeft in de deelstaten New South Wales, Queensland, Victoria en Zuid-Australië. De habitat bestaat uit verschillende typen draslanden. Ook in door de mens aangepaste streken zoals landelijke tuinen kan de slang worden gevonden.

## Beschermingsstatus
Door de internationale natuurbeschermingsorganisatie IUCN is de beschermingsstatus 'veilig' toegewezen (Least Concern of LC).